# Tennistoernooi van Memphis 2010
Het tennistoernooi van Memphis in 2010 werd van 14 tot en met 21 februari 2010 op de hardcourt-binnenbanen van de Racquet Club of Memphis in de Amerikaanse stad Memphis (Tennessee) gespeeld. De officiële naam van het toernooi was Regions Morgan Keegan Championships and the Cellular South Cup.
Het toernooi bestond uit twee delen:
- WTA-toernooi van Memphis 2010, het toernooi voor de vrouwen (14–20 februari)
- ATP-toernooi van Memphis 2010, het toernooi voor de mannen (15–21 februari)

ATP-toernooi van Memphis – WTA-toernooi van Memphis

2002 · 2003 · 2004 · 2005 · 2006 · 2007 · 2008 · 2009 · 2010 · 2011 · 2012 · 2013